# کو جونگ-سو
کو جونگ-سو (انگلیسی: Ko Jong-soo؛ زادهٔ ۳۰ اکتبر ۱۹۷۸)  بازیکن سابق و مربی فوتبال اهل کره جنوبی است.
از باشگاه‌هایی که در آن بازی کرده‌است می‌توان به باشگاه فوتبال چونام دراگونز، باشگاه فوتبال کیوتو سانگا، باشگاه فوتبال دائجئون هانا سیتی‌زن، و باشگاه فوتبال سوون سامسونگ اشاره کرد.
وی همچنین در تیم‌های ملی فوتبال زیر ۲۳ سال کره جنوبی و کره جنوبی بازی کرده‌است.